# Casa Porta (la Galera)
La Casa Porta és una obra de la Galera (Montsià) inclosa a l'Inventari del Patrimoni Arquitectònic de Catalunya.

## Descripció
Conjunt de diversos volums edificats de considerable dimensió. L'edifici principal de planta baixa i dos pisos es troba al carrer de la creu. Les obertures s'ordenen simètricament a la façana, balconades a la planta primera, finestres a la segona i l'accés, un finestral i petites obertures per al molí. L'edificació de servei fa cantonada i es compon de planta baixa, pis i golfes. A la part posterior de les edificacions hi ha un pati amb accés des del camí lateral. La propietat es prolonga fins a la carretera de la Sénia i la limita un mur de paredat. El molí és un dels pocs de les terres de l'Ebre que encara utilitza la pedra circular per a moldre les olives i la continuïtat d'aquest sistema és incert. Tot el conjunt ha estat rehabilitat.